# 丁來赫
丁 來赫（チョン・ネヒョク、정래혁、1926年1月17日 - 2022年5月17日）は、大韓民国の軍人、政治家。創氏改名時の日本名は玉岡聖賢。本貫は羅州丁氏（나주정씨）。号は石淵（석연）。

## 経歴
1926年1月、全羅南道谷城郡に生まれる。光州中学校卒業。陸軍士官学校第58期入学。予科卒業後、満洲の部隊で見習士官として勤務し、1945年6月、卒業。朝鮮軍に配属され、光州を経て、全州に新規編成された連隊の作戦科で勤務中に終戦を迎えた。
帰国後は警察に入るが、1946年2月3日付で軍事英語学校を卒業して少尉に任官（軍番10040番）、第3連隊の創設に参加。しかし米軍顧問と衝突して辞職、再び警察に入り、全羅南道警察の警備課長として勤務した。 
のち軍に戻り、1948年8月、警備士官学校特別7期生卒業、任少尉（軍番11547番）。陸軍士官学校教官を経て1949年に陸軍参謀学校教官。
1950年6月10日、陸軍本部作戦課長。6月30日、臨時編成軍司令部付参謀。7月下旬に臨時編成軍司令官の蔡秉徳少将が戦死すると陸軍本部作戦課長に復帰。9月1日、第3師団参謀長。
1951年1月、第3軍団作戦主任参謀。3月、陸軍本部作戦課長。7月、参謀総長付秘書室長。
1952年6月、アメリカ陸軍指揮幕僚大学に留学。
1953年9月、歩兵学校副校長。
1954年4月、第3師団副師団長、6月に師団長に就任。8月、歩兵学校長。
1956年4月、第27師団長。11月、陸軍本部作戦局長。
1958年9月、軍需参謀部次長。
1959年5月、国防部総務局長。
1961年、国防大学院卒業。5月16日、軍事革命委員、国家再建最高会議最高委員。5月20日、商工部長官。
1962年7月、第1軍副司令官。
1963年、第6軍団長。
1964年、陸軍士官学校校長。
1966年、第2軍司令官。
1968年、予備役編入。韓国電力会社社長。
1970年3月、国防部長官。同年、よど号ハイジャック事件に際し、赤軍派と交渉に当たる。
1971年8月25日、実尾島事件の責任を負って国防部長官を退く。
1972年、第9代国会議員（ソウル城北区、民主共和党）。
1978年、第10代国会議員（ソウル城北区、民主共和党）。
1980年、国家保衛立法会議委員、副議長。
1981年、第11代国会議員（全南谷城・潭陽・和順区、民主正義党）、議長。
1983年10月15日、民主正義党代表委員。
1984年、税務調査により不正蓄財が発覚し、丁は不正蓄財によって集めた金を国に献納した。また、発覚前に各種機関にこの件を告発する文書が寄せられたが、調査の結果、文書の作成者は当時同じ選挙区で競争関係にあった文亨泰だと明らかになった。その後、文も公式謝罪文を発表して政界引退を宣言した。なお、第五共和国体制終結後の1988年3月「献納した財産は政治権力によって強制的に奪われたもの」として訴訟を起こしたが、最高裁で敗訴した。のち、息子のチョン・ヨンハは、「当時私が建築事業をしていたが、それを父がしたように追い込まれて奪われたのだ」「一言で言えば政治的な事件だった」と主張している。
2002年、安全保障及び日韓両国の経済交流と友好親善に寄与したことで、勲一等旭日大綬章を受章。
2022年5月17日午前5時14分、老衰により死去。

## 参考
- 佐々木春隆 (1976), 朝鮮戦争/韓国篇 上巻 建軍と戦争の勃発前まで, 原書房
- “丁來赫”.   大韓民国憲政会. 2014年8月6日閲覧。

| 軍職        | 軍職                                                    | 軍職        |
| ----------- | ------------------------------------------------------- | ----------- |
| 先代 崔錫   | 大韓民国陸軍歩兵学校校長 第11代：1954.8 -               | 次代 徐鐘喆 |
| 先代 朴重潤 | 大韓民国陸軍士官学校校長 第18代：1964.8.10 - 1966.12.28 | 次代 李世鎬 |
| 先代 朴璟遠 | 大韓民国陸軍第2軍司令官 第9代：1966.12.28 - 1968.2.16   | 次代 文亨泰 |
| 公職        |                                                         |             |
| 先代 太完善 | 大韓民国商工部長官 第17代：1961.5.20 - 1962.7.10        | 次代 劉彰順 |
| 先代 任忠植 | 大韓民国国防部長官 第18代：1970.3.10 - 1971.8.25        | 次代 劉載興 |